# Велеби (Тианетский муниципалитет)
Велеби (груз. ველები) — обезлюдевшее село в Грузии, на территории Тианетского муниципалитета края (мхаре) Мцхета-Мтианети.

## География
Село находится в центральной части Грузии, к северо-западу от Сионского водохранилища, на расстоянии приблизительно 6 километров (по прямой) к югу от посёлка городского типа Тианети, административного центра муниципалитета. Абсолютная высота — 1202 метра над уровнем моря. Ближайшие населённые пункты: Чекураантгори, Алоти, Бокони, Эвженти.

## Население
По результатам официальной переписи населения 2014 года постоянное население в Велеби отсутствовало.